# أوغوستين سيمو
أوغوستين سيمو (بالفرنسية: Augustine Simo)‏ (مواليد 18 سبتمبر 1978) هو لاعب كرة قدم. يلعب مع منتخب الكاميرون لكرة القدم. سبق له أن لعب في كأس العالم لكرة القدم مع منتخب بلاده.

## روابط خارجية
- أوغوستين سيمو على موقع الاتحاد الدولي (مؤرشف)  (الإنجليزية)
- أوغوستين سيمو على موقع قاعدة بيانات كرة القدم.إي يو (الإنجليزية)
- أوغوستين سيمو على موقع ناشيونال فوتبول تيمز (الإنجليزية)
- أوغوستين سيمو على موقع عالم كرة القدم.نت (الإنجليزية)